# Deutsche Fechtmeisterschaften 1988
Bei den Deutschen Fechtmeisterschaften 1988 wurden Einzel- und Mannschaftswettbewerbe in den Disziplinen Herrendegen, Herrensäbel und Herrenflorett ausgetragen. Bei den Damen wurde neben Florett auch Degen gefochten, erstmals auch im Mannschaftswettbewerb, während 1987 lediglich im Damendegen-Einzel Meisterschaften ausgetragen wurden. Die Meisterschaften wurden vom Deutschen Fechter-Bund organisiert.

## Herren

### Florett (Einzel)
| Platz | Sportler           | Verein                |
| ----- | ------------------ | --------------------- |
| 1     | Thomas Endres      | FC Tauberbischofsheim |
| 2     | Thomas Theuerkauff | OFC Bonn              |
| 3     | Klaus Reichert     | OFC Bonn              |

### Florett (Mannschaft)
| Platz | Verein                  | Sportler |
| ----- | ----------------------- | -------- |
| 1     | FC Tauberbischofsheim   |          |
| 2     | OFC Bonn                |          |
| 3     | Königsbacher SC Koblenz |          |

### Degen (Einzel)
| Platz | Sportler        | Verein                  |
| ----- | --------------- | ----------------------- |
| 1     | Alexander Pusch | FC Tauberbischofsheim   |
| 2     | Volker Fischer  | FC Tauberbischofsheim   |
| 3     | Arnd Schmitt    | TSV Bayer 04 Leverkusen |

### Degen (Mannschaft)
| Platz | Verein                | Sportler |
| ----- | --------------------- | -------- |
| 1     | FC Tauberbischofsheim |          |
| 2     | OFC Bonn              |          |
| 3     | TSV Bayer Dormagen    |          |

### Säbel (Einzel)
| Platz | Sportler     | Verein   |
| ----- | ------------ | -------- |
| 1     | Felix Becker | OFC Bonn |
| 2     | Jürgen Nolte | OFC Bonn |
| 3     | Ulli Eifler  | OFC Bonn |

### Säbel (Mannschaft)
| Platz | Verein                | Sportler |
| ----- | --------------------- | -------- |
| 1     | TSV Bayer Dormagen    |          |
| 2     | FC Tauberbischofsheim |          |
| 3     | OFC Bonn              |          |

## Damen

### Florett (Einzel)
| Platz | Sportler         | Verein                |
| ----- | ---------------- | --------------------- |
| 1     | Anja Fichtel     | FC Tauberbischofsheim |
| 2     | Susanne Lang     | FC Tauberbischofsheim |
| 3     | Christiane Weber | Fechtclub Offenbach   |

### Florett (Mannschaft)
| Platz | Verein                | Sportler |
| ----- | --------------------- | -------- |
| 1     | FC Tauberbischofsheim |          |
| 2     | Fechtclub Offenbach   |          |
| 3     | OFC Bonn              |          |

### Degen (Einzel)
| Platz | Sportler           | Verein                |
| ----- | ------------------ | --------------------- |
| 1     | Christiane Mangold | SV Böblingen          |
| 2     | Susanne Lang       | FC Tauberbischofsheim |
| 3     | Anette Klug        | FC Tauberbischofsheim |

### Degen (Mannschaft)
| Platz | Verein                  | Sportler |
| ----- | ----------------------- | -------- |
| 1     | Heidenheimer SB         |          |
| 2     | FC Tauberbischofsheim   |          |
| 3     | Königsbacher SC Koblenz |          |